# 実尊
実尊（じつそん、治承4年（1180年）10月 - 嘉禎2年2月19日（1236年3月27日））は、鎌倉時代前期の法相宗の僧。父は関白松殿基房。兄弟に左大臣隆忠、権中納言家房、摂政師家、天台座主承円、山科僧正行意らがいる。

## 略歴
興福寺別当の信円に師事して法相教学を修学し、嘉禄2年（1226年）に興福寺別当となる。しかし、2年後の安貞2年（1228年）に多武峰寺との争いが激化し、その責任をとって辞任している。その後、復職し大僧正に任じられた。